# 디미트리 옵차로프
디미트리 옵차로프(독일어:  Dimitrij Ovtcharov, 우크라이나어:  Дмитро Овчаров  드미트로 오우차로우[*], 러시아어:  Дмитрий Овчаров  드미트리 옵차로프[*], 1988년 9월 2일~)는 독일의 탁구 선수이다.  우크라이나계 혈통으로 소련 탁구 선수였던 아버지를 따라 탁구 선수가 되었다. 올림픽에서 메달 6개(은메달 2개, 동메달 4개)를 획득하면서 남자 탁구 선수 중 가장 많은 올림픽 메달을 획득한 선수가 되었다.